# Degnepoll
Degnepoll ou Deknepollen est un village dans la municipalité de Vågsøy dans le comté de Sogn og Fjordane en Norvège.